# هسبانيات
الهسبانية هي دراسة أدب وثقافة العالم الناطق باللغة الإسبانية، وبشكل أساسي في إسبانيا وأمريكا اللاتينية، ويمكن أن تتضمن أيضًا دراسة اللغة والثقافة الإسبانية في الولايات المتحدة وفي البلدان الأخرى الناطقة بالإسبانية حالياً أو سابقاً في إفريقيا وآسيا والمحيط الهادئ، مثل الفلبين وغينيا الاستوائية.

## الأصول
خلال القرن السادس عشر كانت إسبانيا محركًا للابتكار في أوروبا، نظرًا لارتباطها بالأراضي الجديدة والموضوعات والأنواع الأدبية والشخصيات والرقصات والأزياء، وهذا الوضع المهيمن الذي دعمته أيضًا المصالح التجارية والاقتصادية، ولّد اهتمامًا بتعلم اللغة الإسبانية، حيث كانت إسبانيا القوة السياسية المهيمنة وكانت أول من طور إمبراطورية خارجية في أوروبا ما بعد النهضة. من أجل الاستجابة لهذا الاهتمام طور بعض الكتاب الإسبان تركيزًا جديدًا على اللغة الإسبانية كمادة. في عام 1492م نشر أنطونيو دي نيبريخا كتابه Gramática castellana، وهو أول كتاب نُشر لقواعد إحدى اللغات الأوروبية الحديثة. قام خوان دي فالديس بتأليف كتابه Diálogo de la lengua (1533م) لأصدقائه الإيطاليين، الذين كانوا متحمسين لتعلم اللغة القشتالية. وكتب المحامي كريستوبال دي فيالون في كتابه Gramática castellana (1558م) أن الفلمنكيين والإيطاليين والإنجليز والفرنسيين يتحدثون اللغة القشتالية.
لسنوات عديدة، وخاصة بين عامي 1550م و1670م، نشرت المطابع الأوروبية عددًا كبيرًا من قواعد النحو والقواميس الإسبانية التي ربطت اللغة الإسبانية بلغة أخرى أو أكثر. نُشر اثنين من أقدم القواعد النحوية في لويفن دون الكشف عن هويتهم: Útil y breve institución para aprender los Principios y fundamentos de la lengua Hespañola (1555م) وGramática de la lengua vulgar de España (1559م).
من بين الكتاب الأجانب البارزين لقواعد النحو الإسباني الإيطاليين جيوفاني ماريو أليساندري (1560م) وجيوفاني ميراندا (1566م), والإنجليزي ريتشارد بيرسيفال (1591م)، جون مينشو (1599م) ولويس أوين (1605م)؛ الفرنسي جان سولنييه (1608م) وجان دوجات (1644م)؛ الألماني هاينريش دورجانج (1614م)، والهولندي كارولوس موليريوس (1630م).
قام بتأليف القواميس الإيطالي جيرولامو فيتوري (1602م)، والإنجليزي جون توريوس (590م) والفرنسي جاك ليدل (1565م), جان باليه (1604م) وفرانسوا هيليري (1661م). كانت المساهمة المعجمية للألماني هاينريش هوركينز (1599م) والمؤلف الفرنسي الأسباني بيير لاكافاليرا (1642م) مهمة أيضًا في الفرنسية الإسبانية.
جمع آخرون القواعد النحوية والقواميس. كانت أعمال الإنجليزي ريتشارد بيرسيفال (1591م)، والفرنسي سيزار أودين (1597، 1607م)، والإيطاليين لورينزو فرانشيوسيني (1620، 1624م) وأرنالدو دي لا بورت (1659، 1669م) والنمساوي نيكولاس ميز فون برايدنباخ (1666، 1670م) ذات صلة خاصة. كما قام فرانشوسيني وأودين بترجمة دون كيشوت. هذه القائمة بعيدة عن الاكتمال، وكان للقواعد النحوية والقواميس بشكل عام عدد كبير من النسخ والتعديلات وإعادة الطبع وحتى الترجمات (على سبيل المثال، تمت ترجمة قواعد اللغة والقواميس في Oudin's Grammaire et notes de langue espagnolle إلى اللاتينية والإنجليزية). هذا هو السبب في أنه لا يمكن المبالغة في التأثير الكبير للغة الإسبانية في أوروبا في القرنين السادس عشر والسابع عشر.
في القرن التاسع عشر، وبالتزامن مع فقدان الإمبراطورية الاستعمارية الإسبانية وولادة جمهوريات أمريكا اللاتينية الجديدة، أظهرت أوروبا والولايات المتحدة اهتمامًا متجددًا بالتاريخ والأدب والثقافة الإسبانية للقوة العظمى المتقهقرة ومستعمراتها السابقة المستقلة الآن. داخل إسبانيا بعد أن فقدت الدولة بالتأكيد إمبراطوريتها في هزيمة إسبانيا عام 1898، بدأت تظهر دعوات للتجديد الثقافي ومفهوم جديد للهوية قائم على اللغة والعلوم الإنسانية.
خلال الفترة الرومانسية، استحوذت صورة إسبانيا من العصور الوسطى والمغاربية، وهي دولة خلابة ذات تراث ثقافي مختلط، على خيال العديد من الكتاب. أدى هذا إلى اهتمام الكثيرين بالأدب والأساطير والتقاليد الإسبانية. حافظت كتب الرحلات المكتوبة في ذلك الوقت على هذا الاهتمام وعززته، وأدت إلى نهج أكثر جدية وعلمية لدراسة الثقافة الإسبانية والأمريكية من أصل إسباني. لم يكن لهذا الحقل كلمة يسمى بها حتى أوائل القرن العشرين، عندما انتهى به الأمر إلى أن يُطلق عليه اسم Hispanism.
تم تعريف الهسبانية تقليديًا على أنها دراسة الثقافات الإسبانية والإسبانية الأمريكية، وخاصة لغتهم من قبل الأجانب أو الأشخاص الذين لم يتعلموا بشكل عام في إسبانيا. شجع معهد ثيربانتس دراسة الثقافة الإسبانية في جميع أنحاء العالم، على غرار الطريقة التي عملت بها مؤسسات مثل المجلس البريطاني أو أليانس فرانسيز أو معهد جوته لصالح بلدانها.

## التأثير حول العالم

### أمريكا اللاتينية
في أواخر القرن التاسع عشر كان كل من الأوروغوياني خوسيه إنريكي رودو والكوبي خوسيه مارتي كاتبين يشددان على قيمة اللغة الإسبانية والتراث الثقافي كجزء من بناء هوية الأمم الأمريكية المستقلة الجديدة.

### بريطانيا العظمى وايرلندا
كان أول كتاب إسباني تمت ترجمته إلى الإنجليزية هو كتاب «سيليستينا»، كتعديل في قصيدة نُشرت في لندن بين عامي 1525 و1530م بواسطة جون راستيل. الشاعر الإسكتلندي ويليام دروموند (1585-1649م) ترجم لكل من غارسيلاسو دي لا فيغا وخوان بوسكان. عرف الإنجليز روائع الأدب القشتالي من الترجمات المبكرة لكتاب Amadís de Gaula للكاتب Garci Rodriguez de Montalvo وCárcel de amor بقلم Diego de San Pedro. قرأ السير فيليب سيدني Siete libros de la Diana للكاتب البرتغالي الإسباني خورخي دي مونتمايور، وقد تأثر بشعره بشكل كبير. قام جون بورشير بترجمة كتاب Libro de Marco Aurelio لـ أنطونيو دي جيفارا. قام ديفيد رولاند بترجمة Lazarillo de Tormes في عام 1586، والتي ربما تكون قد ألهمت أول رواية شطارية باللغة الإنجليزية، The Unfortunate Traveler (1594م)، من تأليف Thomas Nashe. بحلول نهاية القرن السادس عشر تمت ترجمة سلستينا بالكامل (في لندن، ج. وولف 1591م؛ آدم إسليب 1596م؛ ويليام أبسلي 1598م؛ وآخرون). سافر بعض المترجمين في ذلك الوقت أو عاشوا في إسبانيا لبعض الوقت، مثل لورد بيرنرز وبارثولوميو يونغ وتوماس شيلتون وليونارد ديجز وجيمس مابي. امتلك ويليام سيسيل (لورد بورغلي، 1520-1598م) أكبر مكتبة إسبانية في المملكة المتحدة.
شعر المسرح الإليزابيثي أيضًا بالتأثير القوي للعصر الذهبي الإسباني. جون فليتشر، متعاون متكرر مع شكسبير، استعار من دون كيشوت لميغيل دي سيرفانتس في كتابه Cardenio، وربما كتب بالتعاون مع شكسبير، الذي يُعتقد أنه قرأ لخوان لويس فيفيس. كما حاكى فرانسيس بومونت رواية دون كيشوت في المسرحية الأكثر شهرة The Knight of the Burning Pestle. استعار فليتشر أيضًا من أعمال أخرى لسرفانتس مثل Los trabajos de Persiles y Segismunda في مسرحيته The Custom of the Country. ألهم سرفانتس أيضًا توماس ميدلتون وويليام رولي، في روايته La gitanilla (إحدى الروايات النموذجية) الذي أثر على The Spanish Gipsy (1623م).
كانت الترجمة الأولى لكتاب دون كيشوت إلى لغة أجنبية هي النسخة الإنجليزية التي كتبها توماس شيلتون (الجزء الأول، 1612م؛ والثاني، 1620م). وقد تم تقليد دون كيشوت في القصيدة الساخرة Hudibras (1663-1678)، من تأليف صموئيل بتلر. بالإضافة إلى ذلك، تمت ترجمة أعمال بعض شعراء العصر الذهبي العظماء إلى اللغة الإنجليزية بواسطة ريتشارد فانشاوي، الذي توفي في مدريد. في وقت مبكر من عام 1738م تم نشر طبعة لندن الفاخرة من دون كيشوت باللغة الإسبانية، والتي أعدها السفارديم سرفانتست بيدرو بينيدا، مع مقدمة من قبل غريغوريو مايانز ونقوش مزخرفة. نُشرت أيضًا في القرن الثامن عشر ترجمتان جديدتان لدون كيشوت، إحداهما للرسام تشارلز جيرفاس (1742م) والأخرى لتوبياس سموليت، كاتب روايات بيكارسك (1755م). يظهر سموليت كقارئ متعطش للسرد الإسباني، وهذا التأثير موجود دائمًا في أعماله. وفي الوقت نفسه فإن أفضل عمل للكاتبة في القرن السابع عشر شارلوت لينوكس هو The Female Quixote (1752م)، المستوحى من سيرفانتس. كان سرفانتس أيضًا مصدر إلهام للكيشوت الروحي لريتشارد جريفز. كان أول إصدار نقدي ومشروح من دون كيشوت هو إصدار رجل الدين الإنجليزي جون بول (1781م). كان الروائيان هنري فيلدينغ ولورانس ستيرن أيضًا على دراية بأعمال سرفانتس.
من بين المسافرين البريطانيين في إسبانيا في القرن الثامن عشر الذين تركوا شهادات مكتوبة عن رحلاتهم (بالترتيب الزمني) جون دورانت بريفال، وتوماس جيمس، و ويندهام بيوز، وجيمس هاريس، وريتشارد تويس، و فرانسيس كارتر، وويليام دالريمبل، وفيليب ثيكينيس، وهنري سوينبورن، وجون تالبوت ديلون وألكسندر جاردين وريتشارد كروكر وريتشارد كمبرلاند وجوزيف تاونسند وآرثر يونغ وويليام بيكفورد وجون ماكدونالد (مذكرات رجل قدم من القرن الثامن عشر) وروبرت سوثي و نيفيل ويندهام.
من بين كتاب الرحلات الإنجليز الآخرين الذين امتدوا عبر القرنين الثامن عشر والتاسع عشر جون هوكهام فرير، وهنري ريتشارد فاسال فوكس ‏، المعروف باسم لورد هولاند (1773-1840م)، وهو صديق عظيم لغاسبار ميلكور دي جوفيلانوس ومانويل خوسيه كوينتانا، والمستفيد من خوسيه ماريا بلانكو وايت. زار اللورد هولاند إسبانيا في مناسبات عديدة وكتب انطباعاته عن تلك الرحلات. كما جمع الكتب والمخطوطات وكتب سيرة ذاتية للوب دي فيجا. كان منزله مفتوحًا لجميع الإسبان، ولكن بشكل خاص للمهاجرين الليبراليين الذين وصلوا إلى منطقة سومرز تاون في لندن في القرن التاسع عشر، هربًا من القمع المطلق للملك فرديناند السابع ومن الدوغمائية الدينية والأيديولوجية للبلاد.عاش الكثير منهم من خلال ترجمة أو تعليم لغتهم للغة الإنجليزية، وكان معظمهم مهتمًا بممارسة الأعمال التجارية مع أمريكا اللاتينية، على الرغم من رغبة آخرين في التعرف على الأدب الإسباني في العصور الوسطى، والذي كان رائجًا بين الرومانسيين. قام أحد المهاجرين، أنطونيو ألكالا غاليانو، بتدريس الأدب الإسباني كأستاذ في جامعة لندن عام 1828 ونشر ملاحظاته. أنشأ الناشر رودولف أكرمان شركة كبيرة لنشر الكتب (Catecismos) حول مسائل مختلفة باللغة الإسبانية، وكثير منها كتبه مهاجرون إسبان للجمهوريات الإسبانية الأمريكية الجديدة. كتب ماثيو جي لويس بعض أعماله في إسبانيا. وبطلة رواية دير نورثانجر للكاتبة جين أوستن مشوشة بسبب قراءتها المفرطة للروايات القوطية، تمامًا مثل دون كيشوت مع كتبه عن الفروسية.
كان السير والتر سكوت قارئًا متحمسًا لسرفانتس وجرب يده في الترجمة. كرس قصيدته السردية رؤية رودريك (1811) لإسبانيا وتاريخها. قام توماس رود بترجمة بعض القصص الشعبية الإسبانية. كان اللورد بايرون مهتمًا جدًا بإسبانيا وكان قارئًا لدون كيشوت. قام بترجمة أغنية Ay de mi Alhama في جزء من كتابه Childe Harold وDon Juan. قام ريتشارد ترينش بترجمة بيدرو كالديرون دي لا باركا وكان صديقًا لبعض الإسبان المهاجرين، وكتب بعضهم باللغتين الإنجليزية والإسبانية، مثل خوسيه ماريا بلانكو وايت وTelesforo de Trueba y Cossío، والعديد منهم (بما في ذلك خوان كالديرون، الذي شغل كرسيًا للغة الإسبانية في الكلية الملكية)، نشر المعرفة باللغة الإسبانية وآدابها. كان جون هوكهام فرير صديقًا لدوق ريفاس عندما كان الأخير في مالطا، وترجم هوكهام بعض أشعار العصور الوسطى والكلاسيكية إلى الإنجليزية. كان الأخوان إرميا هولمز ويفين وبنجامين ب. ويفين كلاهما باحثين في الثقافة الإسبانية. تأثر الروائيون الإنجليز بشدة بسرفانتس. كان تشارلز ديكنز على وجه الخصوص، الذي ابتكر زوجًا خياليًا في السيد بيكويك. وسام ويلر في Posthumous Papers of the Pickwick Club. قام جون أورمسبي بترجمة كانتار دي ميو سيد ودون كيشوت. ترك بيرسي بيش شيلي آثارًا من إخلاصه لكالديرون دي لا باركا في أعماله. سافر جون بورينج إلى إسبانيا عام 1819م ونشر ملاحظات رحلته. تشمل الروايات الأخرى عن السفر في إسبانيا تلك الخاصة بريتشارد فورد، الذي أعيد نشر دليله للمسافرين في إسبانيا (1845م) في طبعات عديدة، وجورج بورو مؤلف سفر الكتاب المقدس في إسبانيا، والذي تمت ترجمته إلى اللغة القشتالية بواسطة مانويل أزانا .الشاعر والمترجم إدوارد فيتزجيرالد، والمؤرخ الأدبي جيمس فيتزموريس كيلي، الذي كان معلمًا لجيل بريطاني كامل من العلماء الإسبان مثل إدغار أليسون بيرز وألكسندر باركر. من ذوي الأصول الأسبانية البارزين الآخرين ما يلي:
- فرانسيس ويليام بيرس، الطالب الأيرلندي في الشعر الملحمي للعصر الذهبي؛
- جون براندي تريند، مؤرخ الموسيقى الإسبانية؛
- إدوارد ميريون ويلسون، الذي ترجم سوليدادس للويس دي غونغورا (1931م)؛
- نورمان ديفيد شيرغولد، تلميذ Spanish auto sacramental؛

جون إي فاري، الذي وثق تطور الأشكال الباراثيترية في العصر الذهبي؛
وكذلك جيفري ريبانز، وليام جيمس انتويستل، بيتر إدوارد راسل، نايجل جليندينينج، بريان داتون، جيرالد برينان، جون هـ. إليوت، ريموند كار، هنري كامين، جون إتش آر بولت، هيو توماس، كولين سميث، إدوارد سي رايلي، كيث وينوم، بول بريستون، آلان ديرموند، إيان مايكل وإيان جيبسون.
تأسست رابطة ذوي الأصول الأسبانية لبريطانيا العظمى وأيرلندا (AHGBI) في عام 1955م من قبل مجموعة من أساتذة الجامعات في سانت أندروز، ومنذ ذلك الحين تعقد مؤتمراتها سنويًا. لعب AHGBI دورًا حاسمًا في إنشاء Asociación Internacional de Hispanistas (AIH)، الذي عقد مؤتمره الأول في أكسفورد في عام 1962م.

### ألمانيا والنمسا وسويسرا
بصرف النظر عن تقليد رواية بيكاريسك التي كتبها هانز جاكوب كريستوفل فون غريملسهاوزن، فقد ازدهرت النزعة الهسبانية في ألمانيا بسبب الحماس الذي كان لدى الرومانسيين الألمان تجاه ميغيل دي سيرفانتس وكالديرون دي لا باركا وغراسيان. يمكن اعتبار فريدريش دييز (1794-1876م) أول عالم فقه لغة ألماني أعطى أهمية للإسبانية، في كتابه Grammatik der romanischen Sprachen (1836-1843م) وEtymologisches Wörterbuch der romanischen Sprachen (1854م). نُشر أول أعماله المتعلقة بالإسبانية، Altspanische Romanzen في عام 1819م.
كانت مجموعة من الكتاب الرومانسيين من ضمنهم لودفيج تيك، المستشرق والشاعر الذي ترجم دون كيشوت إلى الألمانية (1799-1801)، من الأمور المهمة في تعزيز النزعة الأسبانية في ألمانيا. فريدريك بوتيرويك، مؤلف الكتاب غير التقليدي Geschichte der Poesie und Beredsamkeit seit dem Ende des dreizehnten Jahrhunderts ومترجم مهزلة سرفانتس القصيرة El Juez de los Divorcios؛ وأوغست فيلهلم شليغل (1767-1845م)، الذي ترجم أعمال كالديرون دي لا باركا والشعر الكلاسيكي الإسباني إلى الألمانية. نشر العالم اللغوي والفلكلوري جاكوب جريم Silva de romances viejos (فيينا، 1816م) مع مقدمة باللغة الإسبانية. كان خوان نيكولاس بول دي فابر، القنصل الألماني في إسبانيا، طالبًا مخلصًا لكالديرون دي لا باركا وللمسرح الكلاسيكي الإسباني عمومًا والأدب الشعبي التقليدي. سافر عالم اللغة فيلهلم فون هومبولت عبر إسبانيا لتدوين الملاحظات وكان مهتمًا بشكل خاص بلغة الباسك، وكان الفيلسوف آرثر شوبنهاور قارئًا ومترجمًا شغوفًا لغراسيان. قام الكونت أدولف فريدريش فون شاك (1815-1894م) برحلة إلى إسبانيا عام 1852م لدراسة بقايا الحضارة المغاربية وأصبح باحثًا مخلصًا للأشياء الإسبانية.
قائمة المتأثرين بالهسبانية من أصول ألمانية ونمساوية وسويسرية تشمل فرانز جريلبارزر، ووينديلين فورستر، وكارل فولمولر، وأدولف توبلر، وهاينريش مورف، وغوستاف جروبر، وجوتفريد بايست، وويلهلم ماير لوبك. من بينهم مهاجران إلى تشيلي، رودولفو لينز (1863-1938م)، الذي تشمل أعماله Diccionario etimolójico de las voces chilenas derivadas de lenguas indíjenas americanas (1904م) وChilenische Studien (1891م)، بالإضافة إلى أعمال أخرى حول القواعد واللغة الأسبانية في الأمريكتين؛ وفريدريك هانسن (1857-1919م)، مؤلف كتاب Spanische Grammatik auf historyischer Grundlage (1910م)؛ طبعة منقحة بالإسبانية Gramática Histórica de la lengua castellana، (1913م)، بالإضافة إلى أعمال أخرى في فقه اللغة الإسبانية القديمة، واللهجة الأراغونية، والإسبانية في الأمريكتين. كان كتاب Handbuch der romanischen Philologie (1896م) من تأليف Wilhelm Meyer-Lübke كلاسيكيًا في إسبانيا، وكذلك كتابه Grammatik der romanischen Sprachen (1890–1902م)، Einführung in das Studium der romanischen Sprachwissenschaft (1901م) (مترجم إلى الإسبانية)، وRomanisches etymologisches Wörterbuch (1935م). نشر يوهانس فاستنراث، من خلال ترجماته وأعماله الأخرى، الثقافة الإسبانية بين معاصريه؛ بالإضافة إلى ذلك، ابتكر الجائزة التي تحمل اسمه في الأكاديمية الملكية الإسبانية، لمكافأة أفضل الأعمال في الشعر والخيال والمقالات باللغة الإسبانية. كان الباحث الرومانسي النمساوي فرديناند وولف، صديق اغوستين دوران، مهتمًا بشكل خاص بالرومانشيرو، والشعر الغنائي للكنسيونيرو الإسباني في العصور الوسطى، وفي الشعر الشعبي في العصور الوسطى؛ كما درس المؤلفين الإسبان الذين أقاموا في فيينا، مثل Cristóbal de Castillejo. قام الباحث السويسري هاينريش مورف بتحرير كتاب القرون الوسطى Poema de José (لايبزيغ، 1883م). تمت قراءة أعمال كارل فوسلر ولودفيج بفاندل حول المثالية اللغوية والأسلوب الأدبي على نطاق واسع في إسبانيا. تم تطوير دراسات كالديرون في ألمانيا من خلال طبعات ماكس كرينكل. المؤلفون المهمون الآخرون هم إميل جيسنر، الذي كتب Das Altleonesische (Old Leonese) (برلين 1867م)؛ غوتفريد بايست، الذي أنتج طبعة من كتاب دون خوان مانويل Libro de la caza (1880م)، بالإضافة إلى الخطوط العريضة لقواعد تاريخية للغة الإسبانية، Die spanische Sprache، في موسوعة فقه اللغة الرومانسية التي نشرها غوستاف جروبر في عام 1888م؛ هوغو شوشارت المعروف بدراسته لموسيقى الفلامنكو الإسبانية، Die cantes flamencos؛ وArmin Gassner الذي كتب Das altspanische Verbum (الفعل الإسباني القديم) (1897م)، بالإضافة إلى عمل بقسم النحو الأسباني (1890م) والعديد من المقالات عن الضمائر الإسبانية بين عامي 1893 و1895م. وكتب موريتز جولدشميت Zur Kritik der altgermanischen Elemente im Spanischen(بون 1887م)، وهو أول عمل عن تأثيرات اللغات الجرمانية على الإسبانية.
قائمة المؤلفين الذين قدموا مساهمات أكثر تخصصًا في فقه اللغة الإسبانية تشمل ما يلي:
- Werner Beinhauer (عامية الإسبانية، العبارات، الاصطلاحات)؛
- جوزيف بروش (التأثيرات الجرمانية، الصوتيات التاريخية)؛
- Emil Gamillscheg (التأثيرات الجرمانية على لغات شبه الجزيرة الأيبيرية وأسماء المواقع الجغرافية والباسك والرومان)؛
- Wilhelm Giese (etymology, dialectology and popular culture, Guanche loanwords in Spanish, the pre-Roman substrate, Judeo-Spanish)؛
- رودولف جروسمان (كلمات مستعارة في منطقة ريفر بليت الإسبانية والأدب الأسباني والإسباني الأمريكي وثقافة أمريكا اللاتينية)؛
- هيلموت هاتزفيلد (الأسلوب ولغة دون كيشوت)؛
- هاينريش كوين (الوضع اللغوي لشبه الجزيرة الأيبيرية، تصنيف اللغة الإسبانية)؛
- ألوين كون (اللهجة الأراغونية، تشكيل اللغات الرومانسية)؛
- فريتز كروجر (اللهجات، الإثنوغرافيا)؛
- Harri Meier (علم اللغة التاريخي، علم أصل الكلمة، تشكيل اللغات الرومانسية، علم اللهجات، التصنيف اللغوي)؛
- جوزيف م. بيل (الأسماء الجغرافية والأنثروبولوجيا للغات الأيبيرية - الرومانسية)؛
- غيرهارد رولفس (اللسانيات التاريخية، علم أصل الكلمة، أسماء المواقع الجغرافية، علم اللهجات، اللغة والثقافة)؛
- Hugo Schuchardt (أصول اللغة الإسبانية، لغات ما قبل الرومان، علم اللهجات، لغات الكريول، دراسات الباسك)؛
- فريدريش شور (الصوتيات التاريخية، علم المعاجم)؛
- ليو سبيتزر (أصل الكلمة، بناء الجملة، الأسلوب، وعلم معجم اللغة الإسبانية)؛
- Günther Haensch وArnald Steiger (التأثيرات العربية على الإسبانية واللغة المستعربة)؛
- كارل فوسلر (الأسلوبية، وتوصيف اللغة الإسبانية، ودراسات الأدب والثقافة الإسبانية)؛
- إدموند شرام (مؤلف سيرة خوان دونوسو كورتيس وعالم أونامونو)؛
- ماكس ليوبولد واغنر (الإسبانية في الأمريكتين، دراسات في اللهجة الغجرية والعامية، وعلم اللهجات)؛
- أدولف زونر (مؤلف كتاب Altspanisches Elementarbuch دليل اللغة الإسبانية القديمة، 1907م).

أنشأ فريتز كروجر «مدرسة هامبورغ» الشهيرة (يجب عدم الخلط بينها وبين نوع موسيقى البوب في الثمانينيات، والتي تحمل الاسم نفسه)، والتي طبقت مبادئ حركة Wörter und Sachen، التي أسسها في وقت سابق علماء فقه اللغة السويسريون والألمان مثل Hugo Schuchardt وRuduolf Meringer وWilhelm Meyer-Lübke، يجمع بشكل مناسب بين اللهجات والإثنوغرافيا. بين عامي 1926م و1944م أدار كروجر مجلة Volkstum und Kultur der Romane وملاحقها (1930-1945م). وبلغ مجموعها 37 مجلدا، نشر فيها العديد من طلابه أعمالهم. كتب كروجر بشكل أساسي عن اللهجات الإسبانية، وخاصة في غرب إسبانيا (إكستريمادورا وليون) وجبال البرانس، وسافر سيرًا على الأقدام لجمع المواد اللازمة لعمله الضخم Die Hochpyrenäen، حيث وصف بدقة المناظر الطبيعية والنباتات والحيوانات، الثقافة المادية والتقاليد واللهجات الشعبية لجبال البرانس الوسطى. قام الباحث الرومانسي غيرهارد رولفز بالتحقيق في لغات ولهجات جانبي جبال البرانس وعناصرها المشتركة، بالإضافة إلى لغات ما قبل الرومان الركيزة لشبه الجزيرة الأيبيرية وكلمات لغة الغوانش المستعارة.
تشمل أعمال كارل فوسلر، مؤسس المدرسة اللغوية المثالية، تفسيرات للأدب الإسباني وتأملات في الثقافة الإسبانية. بدأ فوسلر، جنبًا إلى جنب مع هيلموت هاتزفيلد وليو سبيتزر، مدرسة جديدة للأسلوب تعتمد على الجماليات، والتي ركزت على وسائل التعبير لمختلف المؤلفين.
شهد أوائل القرن العشرين تأسيس مؤسستين ألمانيتين مخصصتين للدراسات الإسبانية (بما في ذلك الكاتالونية والجاليسية والبرتغالية)، في هامبورغ وبرلين على التوالي. كان معهد Iberoamerikanisches Forschungsinstitut (معهد الأبحاث الأيبيرية الأمريكية) بجامعة هامبورغ، منذ تأسيسه في عام 1919م حتى ستينيات القرن الماضي، المؤسسة الجامعية الألمانية الوحيدة تقريبًا المخصصة للغة الإسبانية واللغات الأخرى في شبه الجزيرة الأيبيرية. نشر المعهد مجلة Volkstum und Kultur der Romanen (1926-1944م)، المكرسة خصيصًا للأعمال في علم اللهجات والثقافة الشعبية، متبعة بشكل عام أنماط مدرسة Wörter und Sachen. في غضون ذلك، تأسس المعهد الأيبيري الأمريكي في برلين في عام 1930م. واليوم يضم معهد برلين أكبر مكتبة في أوروبا مخصصة لدراسات إسبانيا والبرتغال وأمريكا اللاتينية ولغات هذه البلدان (بما في ذلك الكتالونية والجاليكية والبرتغالية والباسكية، واللغات الأصلية للأمريكتين). يشارك المعهد الأيبيري الأمريكي في برلين في أبحاث في مجالات الأدب واللغويات وعلم الأعراق البشرية والتاريخ وتاريخ الفن.
في ظل النظام النازي (1933-1945م)، مر فقه اللغة الألمانية بفترة عصيبة. أشاد بعض الرومانسيين من خلال عملهم بالإيديولوجية النازية ونشروها. في هذه الأثناء، فقد البعض درجة الأستاذية أو تعرضوا لاضطهاد معاد لليهود (مثل ياكوف مالكيل وليو سبيتزر، وكلاهما هاجر)، من التعبير عن الاستياء من النظام أو معارضته بقوة (على سبيل المثال هيلموت هاتزفيلد، الذي فر من ألمانيا، وفيرنر كراوس (يجب عدم الخلط بينه وبين الممثل الذي يحمل نفس الاسم)، الذي فقد منصبه الأكاديمي في عام 1935م).
أعيد بناء فقه اللغة الإسبانية للبلدان الناطقة بالألمانية بعد الحرب العالمية الثانية، وساهمت في أعمال كارولينا ميكاليز دي فاسكونسيلوس وإرنست روبرت كورتيوس. أيضا:
أنتج رودولف جروسمان قاموسًا إسبانيًا ألمانيًا ومختارات من الشعر الغنائي الإسباني.
ساهم Hans Juretschke في دراسات حول الرومانسية الإسبانية والثقافة الألمانية في إسبانيا.
كتب فيرنر بينهاور عدة كتب عن العامية الإسبانية.
تورستن روكس درس ماريانو خوسيه دي لارا ووسائل الإعلام الإسبانية في القرن التاسع عشر.
نشر هانس ماغنوس إنتزنسبيرغر ترجمة جديدة لـ فريدريكو عارثيا لوركا.
تأسس The Deutscher Hispanistenverband (الرابطة الألمانية للهسبانيين) في عام 1977، ومنذ ذلك الحين يعقد مؤتمره مرة كل سنتين. حاليًا في ألمانيا غالبًا ما تتفوق اللغة الإسبانية على اللغة الفرنسية في عدد الطلاب. يوجد حوالي أربعين قسمًا جامعيًا في فقه اللغة الرومانسية في ألمانيا، وهناك أكثر من عشرة آلاف طالب لغة إسبانية.
يوجد اليوم في ألمانيا ناشرون متخصصون في الدراسات الإسبانية، مثل Edition Reichenberger، في مدينة كاسل، وهي مكرس للعصر الذهبي، وكلاوس ديتر فيرفويرت من Iberoamericana Vervuert Verlag، التي لها فروع في فرانكفورت ومدريد وتسهل التعاون بين دارسي الهسبانية.
في النمسا، كان فرانز جريلبارزر أول عالم إسباني وقارئ لمسرح العصر الذهبي. تميز أنطون روثباور أيضًا كمترجم للشعر الغنائي الحديث وباحث في «الأسطورة السوداء». ساهم رودولف بالجن وألفريد فولفجانج فورزباخ (على سبيل المثال من خلال دراسته عن لوبي دي فيجا) أيضًا في النزعة الهسبانية في النمسا.

### فرنسا وبلجيكا
يعود تاريخ الهسبانية في فرنسا إلى التأثير القوي لأدب العصر الذهبي الإسباني على مؤلفين مثل بيير كورنيل وبول سكارون. تم جلب التأثير الإسباني إلى فرنسا من قبل البروتستانت الإسبان الذين فروا من محاكم التفتيش، وكثير منهم تولى تدريس اللغة الإسبانية. ومن بين هؤلاء خوان دي لونا، مؤلف تكملة لازاريلو دي تورميس. استُكمِل كتاب ن. شاربنتير Parfaicte méthode pour entender، écrire et parler la langue espagnole (1597 م) بقواعد César Oudin (أيضًا من 1597م) التي كانت بمثابة نموذج لتلك التي كُتبت لاحقًا بالفرنسية. قرأ ميشيل دي مونتين مؤرخي الاحتلال الإسباني وكان أحد عارضاته أنطونيو دي جيفارا. استعار موليير وآلان رينيه ليساج وجان بيير كلاريس دي فلوريان مؤامرات وشخصيات من الأدب الإسباني.
من بين المسافرين الفرنسيين إلى إسبانيا في القرن التاسع عشر الذين تركوا شهادات مكتوبة وفنية رسامين مثل يوجين ديلاكروا وهنري ريغنولت. مؤلفون مشهورون مثل ألكسندر دوما وتيوفيل غوتيه وجورج ساند وستندال وايبوليت تين وبروسبير ميريميه؛ وغيرهم من الكتاب، بما في ذلك جان فرانسوا دي بورغينغ، وجان تشارلز دافيلييه، ولويس فياردوت، وإيزيدور جوستن سيفرين، وتشارلز ديدييه، وألكسندر دي لابورد، وأنطوان دي لاتور، وجوزيف بونافنتور لورينز، وإدوارد ماجنيان، وبيير لويس دي كروسي، وأنطوان فريديريك أوزانام.
كان فيكتور هوغو في إسبانيا برفقة والده في عامي 1811م و1813م. كان فخورًا بأن يطلق على نفسه لقب "grandee of Spain"، وكان يعرف اللغة جيدًا. توجد في أعماله إشارات عديدة إلى El Cid وأعمال Miguel de Cervantes.
قام بروسبر ميريميه، حتى قبل رحلاته المتكررة إلى إسبانيا، بتشكيل رؤيته البديهية للبلد في مسرحه دي كلارا غازول (1825م) وفي لا فاميلي دي كارفاخال (1828م). قام بروسبر ميريميه بالعديد من الرحلات بين عامي 1830 و1846م، وكون العديد من الأصدقاء من بينهم دوق ريفاس وأنطونيو ألكالا غاليانو. قام بكتابة Lettres addressées d'Espagne au directeur de la Revue de Paris، وهي عبارة عن اسكتشات حياة يومية تتميز بوصف مصارعة الثيران. تعتبر روايات Mérimée القصيرة Les âmes du purgatoire (1834م) وCarmen (1845م) من الأعمال الكلاسيكية في إسبانيا.
كان Honoré de Balzac صديقًا لفرانسيسكو ماتينيز دي لا روزا وأهدى روايته El Verdugo (1829م) له. (وأنتج مارتينيز دي لا روزا مسرحية أبين هوميا في باريس عام 1831م).
تم تمثيل الرومانسية الإسبانية في المكتبة الفرنسية للرومان، والتي نُشرت في عام 1774م. نشر أوغست كروزي دي ليسر القصص الشعبية عن El Cid في عام 1814م، مقارناً إياها (كما فعل يوهان جوتفريد هيردر من قبله) بالتقاليد الملحمية اليونانية، وأعيد طبعها في عامي 1823 و1836م، لتوفير الكثير من المواد الخام للحركة الرومانسية الفرنسية. أكد الصحفي والناشر أبيل هوغو، شقيق فيكتور هوغو، على القيمة الأدبية للرومانشيرو، وقام بترجمة ونشر مجموعة من الرومانسيات وتاريخ الملك رودريغو في عام 1821م، وRomances historiques traduits de l'espagnol في عام 1822م. كما قام بتأليف مراجعة مسرحية، Les français en Espagne (1823م)، مستوحاة من الوقت الذي أمضاه مع شقيقه في Seminario de Nobles في مدريد في عهد جوزيف بونابرت.
ساهمت مدام دي ستايل في معرفة الأدب الإسباني في فرنسا (كما فعلت أيضًا في الأدب الألماني)، مما ساعد على إدخال الرومانسية إلى البلاد. ولهذه الغاية ترجمت المجلد الرابع من كتاب فريدريش بوتيرويك Geschichte der Poesie und Beredsamkeit seit dem Ende des dreizehnten Jahrhunderts في عام 1812 وأعطته عنوان Histoire de la littérature espagnole.
تم تقديم الأدب الإسباني أيضًا إلى قراء اللغة الفرنسية من قبل المؤلف السويسري سيموند دي سيسموندي بدراسته De la littérature du midi de l'Europe (1813م).
كان من المهم أيضًا للوصول الفرنسي إلى الشعر الإسباني كتاب Espagne poétique المكون من مجلدين (1826-1827م)، وهو مختارات من الشعر القشتالي الذي أعقب القرن الخامس عشر ترجمه خوان ماريا موري. في باريس نشرت دار النشر بودري العديد من أعمال الرومانسيين الإسبان واحتفظت بمجموعة من «أفضل» المؤلفين الإسبان، حرّرها أوجينيو دي أوتشوا.
تم عرض صور إسبانيا من خلال كتب رحلات مدام دي أولني وسان سيمون، وكذلك الشاعر تيوفيل غوتييه، الذي سافر إلى إسبانيا عام 1840م ونشر كتاب Voyage en Espagne (1845م) وEspagne (1845م). تمتلئ هذه الأعمال بالألوان والإحساس بالمناظر الخلابة لدرجة أنها كانت مصدر إلهام للكتاب الإسبان أنفسهم (شعراء مثل خوسيه زوريلا ورواة مثل أولئك الذين عاشوا في جيل 98)، وكذلك ألكسندر دوما، الذي حضر إنتاج دون خوان تينوريو لـ Zorrilla في مدريد. كتب دوما وجهات نظره السلبية إلى حد ما عن تجربته في انطباعات دو فوياج (1847-1848). في مسرحيته دون خوان دي مارانا، أعاد دوما إحياء أسطورة دون جوان، وغير النهاية بعد أن رأى نسخة زوريلا في طبعة عام 1864م.
سافر فرانسوا رينيه دي شاتوبريان عبر أيبيريا في عام 1807م في رحلة عودته من القدس، وشارك لاحقًا في التدخل الفرنسي في إسبانيا عام 1823م، والذي وصفه في كتابه Mémoires d'Outre-tombe (1849–1850م). ربما في ذلك الوقت بدأ في كتابة Les aventures du dernier Abencerraje (1826م)، والتي رفعت الفروسية الإسبانية العربية. عمل آخر تمت قراءته على نطاق واسع هو Lettres d'un espagnol (1826م)، من قبل لويس فياردوت، الذي زار إسبانيا في عام 1823م.
ضم ستندال فصلاً بعنوان "De l'Espagne" في مقالته De l'amour (1822م). في وقت لاحق (م1834) زار البلاد.
قضى جورج ساند شتاء 1837-1838م مع شوبان في مايوركا، وتم تركيبه في فالديموسا تشارترهاوس. تم تدوين انطباعاتهم في Sand's Un hiver au midi de l'Europe (1842م) وفي مذكرات شوبان.
أثرت اللوحة الكلاسيكية الإسبانية تأثيراً قوياً على مانيه، ومؤخراً، أثر الرسامون مثل بيكاسو ودالي على الرسم الحديث بشكل عام.
أثرت الموسيقى الإسبانية على الملحنين مثل جورج بيزيه وإيمانويل شابرييه وإدوار لالو وموريس رافيل وكلود ديبوسي.
في الوقت الحالي، توجد أهم مراكز الهيسبانية في فرنسا في جامعتي بوردو وتولوز، وفي باريس مع معهد الدراسات الإسبانية الذي تأسس عام 1912م. تشمل المجلات Bulletin Hispanique.

### الولايات المتحدة وكندا
إن الهسبانية في الولايات المتحدة لها تقاليد عريقة ومتطورة للغاية. كان هذا إلى حد ما نتيجة لتاريخ الولايات المتحدة المرتبط ارتباطًا وثيقًا بالإمبراطورية الإسبانية ومستعمراتها السابقة، وخاصة المكسيك وبورتوريكو والفلبين وكوبا. من الناحية التاريخية قام العديد من الأمريكيين بإضفاء الطابع الرومانسي على الإرث الإسباني وأعطوا اللغة والثقافة القشتالية موقعًا متميزًا، بينما قللوا في الوقت نفسه أو رفضوا لهجات وثقافات أمريكا اللاتينية ومنطقة البحر الكاريبي في المناطق الناطقة بالإسبانية من تأثير الولايات المتحدة. يوجد الآن أكثر من خمسة وثلاثين مليون ناطق بالإسبانية في الولايات المتحدة، مما يجعل الإسبانية ثاني أكثر اللغات تحدثًا في البلاد واللاتينيين أكبر أقلية قومية. تُستخدم اللغة الإسبانية بنشاط في بعض الولايات الأكثر اكتظاظًا بالسكان، بما في ذلك كاليفورنيا وفلوريدا ونيو مكسيكو وتكساس، وفي المدن الكبيرة مثل نيويورك ولوس أنجلوس وميامي وسان أنطونيو وسان فرانسيسكو. تأسست الرابطة الأمريكية لمدرسي اللغة الإسبانية في عام 1917م وتعقد مؤتمرًا كل سنتين خارج الولايات المتحدة ؛ هيسبانيا هو المنشور الرسمي للجمعية. (منذ عام 1944م أصبح اسمها الرابطة الأمريكية لمدرسي الإسبانية والبرتغالية.) تجمع أكاديمية أمريكا الشمالية للغة الإسبانية بين المتحدثين الأسبانية في أمريكا الشمالية.
تأسست الأستاذية الأكاديمية الأولى للغة الإسبانية في جامعات الولايات المتحدة في هارفارد (1819م) وفيرجينيا (1825م) وييل (1826م). استورد قنصل الولايات المتحدة في فالنسيا، Obadiah Rich، العديد من الكتب والمخطوطات القيمة التي أصبح اسمها مجموعة عوبديا ريتش في مكتبة نيويورك العامة، والعديد من المجلات، وخاصة مجلة أمريكا الشمالية. نشر العديد من الرحالة انطباعاتهم عن إسبانيا، مثل ألكسندر سليدل ماكنزي .(A Year in Spain [1836م] Spain Revisited [1836م]). قرأها واشنطن إيرفينغ وإدغار آلان بو ورحالة آخرون مثل الصحفي السفاردي مردخاي نوح والدبلوماسي كاليب كوشينغ وزوجته. درس بو اللغة الإسبانية في جامعة فيرجينيا وبعض قصصه لها طابع إسباني. كما كتب مقالات علمية عن الأدب الإسباني.
تم العثور على بدايات الهسبانية نفسها في أعمال واشنطن إيرفينغ، الذي التقى لياندرو فرنانديز دي موراتين في بوردو عام 1825م وكان في إسبانيا عام 1826م، وكذلك في عام 1829م. ثم أصبح سفيراً بين عامي 1842 و1846م. درس إيرفينغ في المكتبات الإسبانية والتقى بمارتن فرنانديز دي نافاريتي في مدريد، مستخدماً أحد أعمال الأخير كمصدر لـ كتابه A History of the Life and Voyages of Christopher Columbus (1828م)، وكون صداقة مع سيسيليا بول دي فابر، حيث نشأ التأثير المتبادل لديهما. شكل اهتمامه الرومانسي بالموضوعات العربية كتابه Chronicle of the Conquest of Granada (1829م) وAlhambra (1832م). كما حضر لقاءات ماكين الاجتماعية أطفال من بوسطن من أصل أيرلندي وجون مونتغمري والذي كان قنصل الولايات المتحدة في أليكانتي، والكاتب الإسباني المولد جورج واشنطن مونتغمري.
تشكل ترجمات هنري وادزورث لونجفيلو للكلاسيكيات الإسبانية أيضًا جزءًا من تاريخ الهيسبانيات في أمريكا الشمالية. ذهب عبر مدريد في عام 1829م معبرًا عن انطباعاته في رسائله وفي يومياته وفي Outre-Mer (1833-1834م). كان لونجفيلو متذوقًا جيدًا للكلاسيكيات، وقام بترجمة مقاطع خورخي مانريكي. كجزء من عمله كأستاذ إسباني، قام بتأليف رواياته الإسبانية (1830م)، وهي عبارة عن تعديلات قصة لإيرفينغ ونشر العديد من المقالات حول الأدب الإسباني والدراما، بما في ذلك The Spanish Student (1842م)، حيث تقلد رواياته العصر الذهبي الإسباني. يتضمن في مختاراته The Poets and Poetry of Europe (1845م) أعمال العديد من الشعراء الإسبان. ترجم ويليام كولين براينت روايات رومانسية مورسيكية وألف قصائد «الثورة الإسبانية» (1808م) و«سرفانتس» (1878م). كان مرتبطًا في نيويورك بالإسبان، وكمدير لصحيفة إيفنينغ بوست، أدرج العديد من المقالات حول الموضوعات الأيبيرية في المجلة. كان في إسبانيا عام 1847م ، وروى انطباعاته في Letters of a traveller (1850-1857م). في مدريد التقى بـ Carolina Coronado، وترجم إلى الإنجليزية قصيدتها «الطائر المفقود» ورواية جاريلا Jarilla، وكلاهما نُشر في إيفنينغ بوست. لكن أهم مجموعة من العلماء الإسبان كانت من بوسطن. إن أعمال جورج تيكنورGeorge Ticknor، أستاذ اللغة الإسبانية بجامعة هارفارد الذي كتب تاريخ الأدب الإسباني، وويليام هـ. بريسكوت William H. Prescott، الذي كتب أعمالًا تاريخية عن غزو أمريكا، هي بلا شك مساهمات من الدرجة الأولى. كان تيكنور صديقًا لباسكوال دي جيانجوس إي آرسي Pascual de Gayangos y Arce، التقى به في لندن، وزار إسبانيا في عام 1818م ، واصفًا انطباعاته في Life, letters and journals (1876م). على الرغم من الصعوبات الكبيرة في رؤيته، قام بريسكوت بتأليف تاريخ غزو المكسيك وبيرو، بالإضافة إلى تاريخ عهد الملوك الكاثوليكhistory of the reign of the Catholic Monarchs.
توجد في الولايات المتحدة مجتمعات مهمة مكرسة لدراسة الثقافة الإسبانية والحفاظ عليها ونشرها، ومن أشهرها الجمعية الإسبانية الأمريكية Hispanic Society of America. هناك أيضًا مكتبات متخصصة في المواد ذات الأصول الأسبانية، بما في ذلك المكتبات الموجودة في جامعة تولين، نيو أورلينز. تشمل المجلات المهمة Hispanic Review وRevista de las Españas وNueva Revista de Filología Hispánica وHispania وDieciocho وRevista Hispánica Moderna وCervantes.

### روسيا
إن تاريخ الهسبانيات في روسيا - قبل وأثناء وبعد الحقبة السوفيتية - طويل وعميق، ولم يتأثر بإنقطاع العلاقات بين روسيا وإسبانيا بسبب الحرب الأهلية الإسبانية. بدأ هذا التاريخ في القرن الثامن عشر، وفي القرن التاسع عشر كان تأثير ميغيل دي سرفانتسMiguel de Cervantes على الروائيين الواقعيين (مثل دوستويفسكي وتورجينيف وتولستوي) عميقًا.
قام الرحالة الرومانسيون، مثل سيرجي سوبوليفسكي Sergei Sobolevski، بتجميع مكتبات كبيرة من الكتب باللغة الإسبانية وساعدوا الكتاب الإسبان الذين زاروا روسيا، مثل خوان فاليرا Juan Valera. قام الكاتب المسرحي الواقعي الروسي ألكسندر أوستروفسكي Alexander Ostrovsky بترجمة مسرح كالديرون Calderón وكتب نصوصًا عن مسرح العصر الذهبي الإسباني. زار يفغيني سالياس دي تورنمير Yevgeni Salias de Tournemir إسبانيا ونشر Apuntes de viaje por España (1874م)، قبل وقت قصير من نشر الكاتب Emilio Castelar كتابه La Rusia contemporánea (1881م).
الرابطة الروسية للهسبانيات، التي تأسست عام 1994م ، تدعمها حاليًا الأكاديمية الروسية للعلومRussian Academy of Sciences. شهد مجال الدراسات الإسبانية الأمريكية زيادة كبيرة في الآونة الأخيرة. كشفت دراسة استقصائية أجريت عام 2003م أن هناك ما لا يقل عن أربعة آلاف طالب لغة إسبانية في الجامعات الروسية.
من بين العلماء الإسبان في القرن العشرين سيرجي جونشارينكو Sergei Goncharenko (معلم جيل كامل من العلماء الإسبان) وفيكتور أندرييف وفلاديمير فاسيليف وناتاليا ميود وسفيتلانا بيسكونوفا وفسيفولود باجنو (El Quijote vivido por los rusos). في الآونة الأخيرة، تم إنشاء دائرة هيرناندية روسية، مكرسة لدراسة عمل ميغيل هيرنانديز، الذي زار الاتحاد السوفيتي في سبتمبر 1937م.